# Leland Hobbs
Leland Stanford Hobbs (Gloucester (Massachusetts), 4 februari 1892 – Washington D.C., 6 maart 1966) was een Amerikaans generaal-majoor tijdens de Tweede Wereldoorlog. Hij was commandant van de 30e Infanteriedivisie.

## Carrière
Hobbs groeide op in New Jersey. In 1911 ging hij naar de United States Military Academy (USMA) waar hij vier jaar later afstudeerde in de lichting die later de bijnaam kreeg "The class the stars fell on". Veel van de cadetten die dat jaar afstudeerden werden namelijk later bevorderd tot generaal. Onder hen waren Dwight D. Eisenhower, Omar Bradley en James Van Fleet. 
Hij werd bevorderd tot tweede luitenant bij de infanterie en toegevoegd aan het 12e regiment infanterie. Hij was gelegerd in Nogales (Arizona), vanwaaruit hij deelnam aan de Pancho Villa-expeditie (1916/1917). In 1918 werd hij met de 11e Infanteriedivisie naar het Westfront van de Eerste Wereldoorlog gestuurd. De eenheid nam echter geen deel aan de oorlogshandelingen.
Terug in de Verenigde Staten werkte tot 1924 als assistent-instructeur aan de USMA. Daarna studeerde hij aan het United States Army Command and General Staff College en het United States Army War College. In 1937 werd hij stafchef van het 3e Leger onder generaal Stanley Embick en in 1940 werd hij commandant van het 3e regiment infanterie (The Old Guard).

### Tweede Wereldoorlog

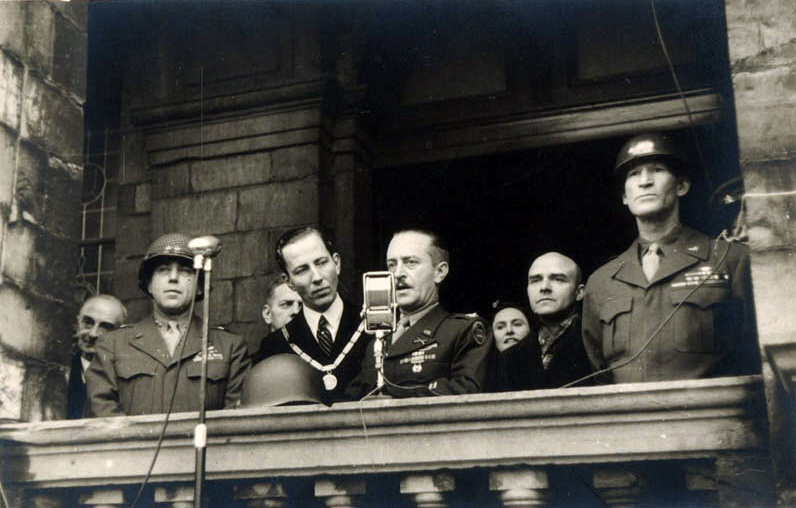
Afscheid van de Old Hickorydivisie op het bordes van het Stadhuis van Maastricht met op de voorgrond (v.l.n.r.) gen. maj. Hobbs, burgemeester Michiels van Kessenich, kol. Johnson en lt. gen. Simpson (maart 1945)

Toen de Verenigde Staten na de Aanval op Pearl Harbor gingen deelnemen aan de Tweede Wereldoorlog was Hobbs stafchef van een Amerikaanse legerbasis op Trinidad. in juli 1942 werd hij als brigadegeneraal aangesteld als commandant van de 30e Infanteriedivisie, bijgenaamd "The Old Hickory" in Camp Blanding (Florida). Hij volgde generaal William Hood Simpson op, die het bevel kreeg over het 12e Legerkorps. Hobbs zou tot het einde van de oorlog het bevel voeren over The Old Hickory. In september 1942 werd hij bevorderd tot generaal-majoor. In 1943 werd de divisie verplaatst naar Camp Atterbury, Indiana, om zich verder voor te bereiden op de inzet bij de bevrijding van Europa.
Op 22 februari 1944 arriveerde Hobbs met zijn divisie in Engeland en op 11 juni, vijf dagen na D-day, landde de divisie in Normandië op Omaha Beach. Na de eerste gevechten in Normandië was Hobbs met zijn divisie een van de eerste eenheden die een doorbraak moest forceren in Operatie Cobra bij Saint-Lô. Hierna nam hij onder andere deel aan de Slag om de Ardennen, de Bevrijding van Maastricht en de Slag om Aken. Op 10 april 1945 bereikte hij de stad Braunschweig. Na onderhandelingen met de plaatselijke Duitse commandant Karl Veith werd op 12 april de overgave van de stad getekend, waardoor deze zonder strijd in geallieerde handen viel.

### Na de oorlog
In september 1945 werd hij als commandant van The Old Hickory opgevolgd door generaal-majoor Albert C. Smith. Na de oorlog was hij onder andere commandant van het 9e Legerkorps in Japan. In 1953 ging hij met pensioen.
In de Maastrichtse wijk Wyckerpoort werd in 1949 een straat naar hem vernoemd, de Generaal Hobbsstraat. In 2000 werd de straat opgeheven in verband met de bouw van de Koning Willem-Alexandertunnel. In 2023 werd in dezelfde buurt een nieuwe straat naar hem genoemd.

## Onderscheidingen
- Army Distinguished Service Medal
- Silver Star met tweemaal eikenloof
- Legioen van Verdienste
- Bronze Star met tweemaal eikenloof
- Army Commendation Medal
- Mexican Service Medal
- Overwinningsmedaille
- American Defense Service Medal met basisgesp
- American Campaign Medal
- European-African-Middle Eastern Campaign Medal met vijf sterren
- World War II Victory Medal
- Army of Occupation Medal
- National Defense Service Medal
- Officier in het Legioen van Eer (Frankrijk)
- Croix de Guerre 1939–1945 (Frankrijk) met palm
- Commandeur in de Orde van Oranje-Nassau (Nederland)
- Oorlogskruis met palm (België)
- Orde van de Vaderlandse Oorlog Ie Klasse (Sovjet-Unie)